# Disco freno
Il disco freno costituisce la parte dell'impianto frenante a disco solidale con la ruota e su cui agiscono le pastiglie freno collegate alla pinza freno per decelerare il movimento rotatorio.

## Caratteristiche strutturali

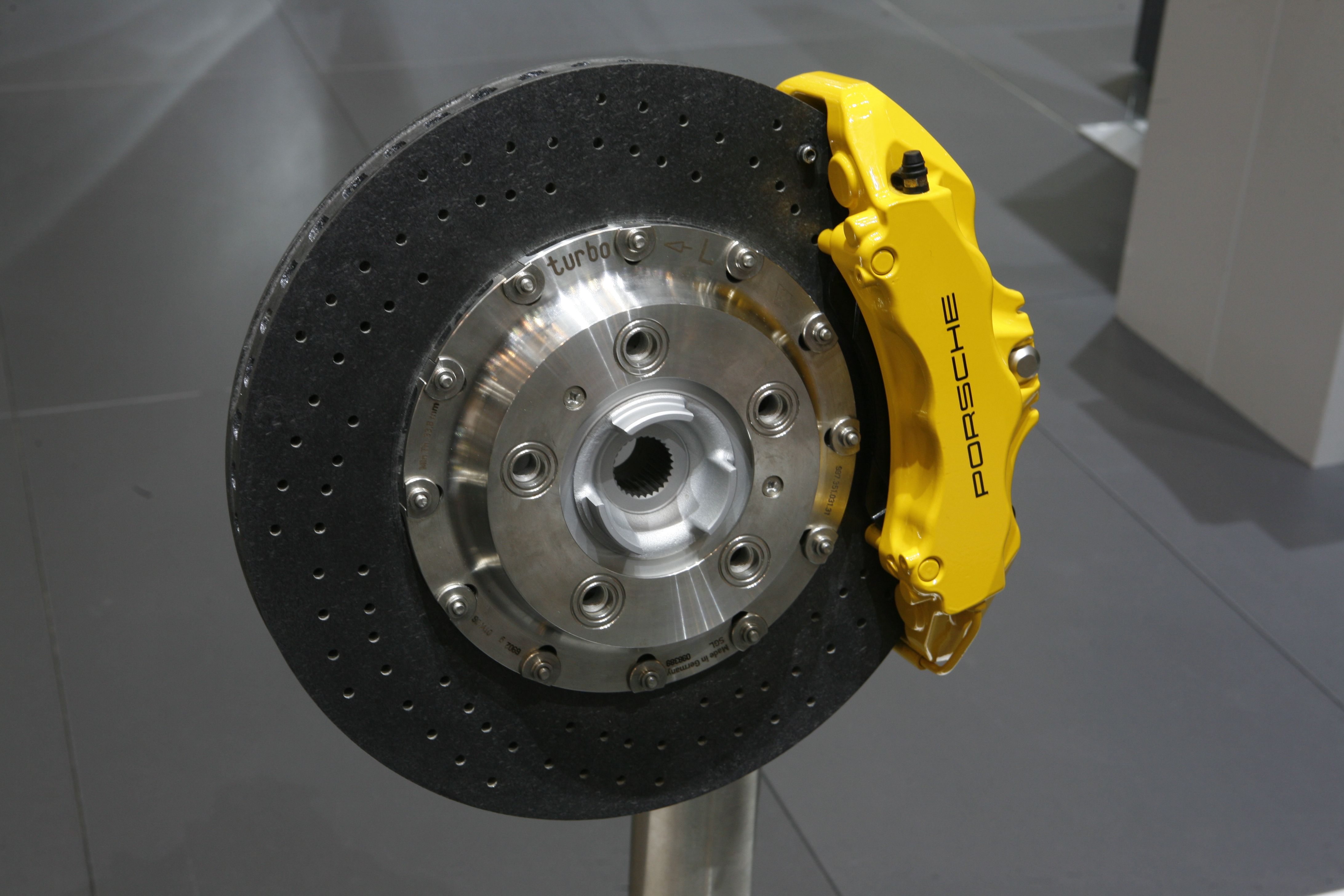
Freno a disco ventilato e forato con pinza freno fissa (gialla)

La struttura del disco è composta da vari aspetti:

### Materiali
Possono essere in materiali differenti per la superficie frenante:
- Ghisa, questi freni vengono utilizzati sugli autoveicoli e generalmente la concentrazione di carbonio varia a seconda della predisposizione d'utilizzo. Sono completamente sparite dal panorama motociclistico delle applicazioni in cui viene impiegata la ghisa, questo per ragioni di peso: si cerca infatti di ridurre lo spessore dei dischi e sotto un certo valore la ghisa diventa pericolosa da impiegarsi.
- Acciaio, sono dischi formati da una lega come il carbonio e altri materiali che possono cambiarne le caratteristiche, facendo dividere tale lega in due categorie principali:
  - Acciaio al carbonio (steel carbon), sono gli acciai dove la lega è composta principalmente da ferro e carbonio, mentre gli altri materiali sono presenti in percentuali basse o assenti, usati per prodotti più performanti, che richiedono però un trattamento protettivo di zincatura se non usati, questi acciai permettono frenate più energetiche e resistono meglio agli sforzi meccanici.
  - Acciaio inossidabile, sono ad alta concentrazione di cromo ed è la lega maggiormente utilizzata per le motociclette stradali e da fuoristrada, dato che sono i dischi che più facilmente e velocemente entrano in temperatura, inoltre vengono impiegati anche per ragioni estetiche dato il fatto che difficilmente si arrugginiscono.
- Ceramica o Carbo-Ceramica[1], sono usati solo da alcune tra le più blasonate case automobilistiche (come Porsche, denominati con la sigla P.C.C.B. acronimo di Porsche ceramic composite brake) e di solito sono opzionali con un costo che si avvicina ai 10000 euro. I dischi in carbo-ceramica sono strutturalmente simili a quelli in carbonio ma hanno le superfici caricate con silice. In questo modo si ottiene un disco leggero come quello in carbonio ma con una superficie durissima che consente di far lavorare ad attrito delle pastiglie in carbo-composito. Così facendo si ottiene un grande coefficiente di attrito, frenate potenti e una durata dell'impianto di oltre 100.000 km. Sulle auto Porsche il sistema frenante offre prestazioni frenanti superiori a qualsiasi altro materiale impiegato oltre ad avere una resistenza maggiore all'effetto "fading". Analogo impianto è offerto anche per auto Ferrari, Lamborghini e altre case di lusso. Sono realizzati in carburo di silicio, uno dei materiali più duri conosciuti.
- Carbonio o carbon-carbon, questi freni vengono utilizzati quasi solo nelle competizioni, dato che per generare forza frenante richiedono temperature elevate.  La scelta del carbonio è dovuta ad una particolarità: il suo coefficiente di attrito aumenta al crescere della temperatura, ossia frena meglio quando è caldo (al contrario dell'acciaio). Risulta ovvio il vantaggio in termini di prestazioni rispetto all'acciaio. La frenata avviene infatti per "fusione" delle pastiglie al disco i cui pezzi di giunzione vengono letteralmente strappati durante la frenata. Ne fanno uso le Formula 1, LMP1 e le MotoGP. Sono realizzati con carbonio sotto forma di fibre (non grafitizzate) e immerso in una matrice grafitica.[2]
- Alluminio venne utilizzato con un rivestimento al plasma in alcune competizioni degli anni '80 per ridurre il peso complessivo[3]
- MMC (Metal Matrix Composite) si trattano di materiali metallici rinforzati da fibre o particelle, questo permette a metalli che normalmente hanno un coefficiente di attrito maggiore rispetto ai metalli ferrosi, ma una durata e resistenza a fatica molto ridotta di ottenere prestazioni decisamente superiori alla fatica e all'usura, senza perdere potere frenante, se non addirittura aumentarlo ulteriormente.[4]

Per quanto riguarda invece la piastra usata in alcuni dischi freno per collegarli alla ruota, questa può essere in acciaio, alluminio o ergal 7075.

### Forma
Tipo di forma:

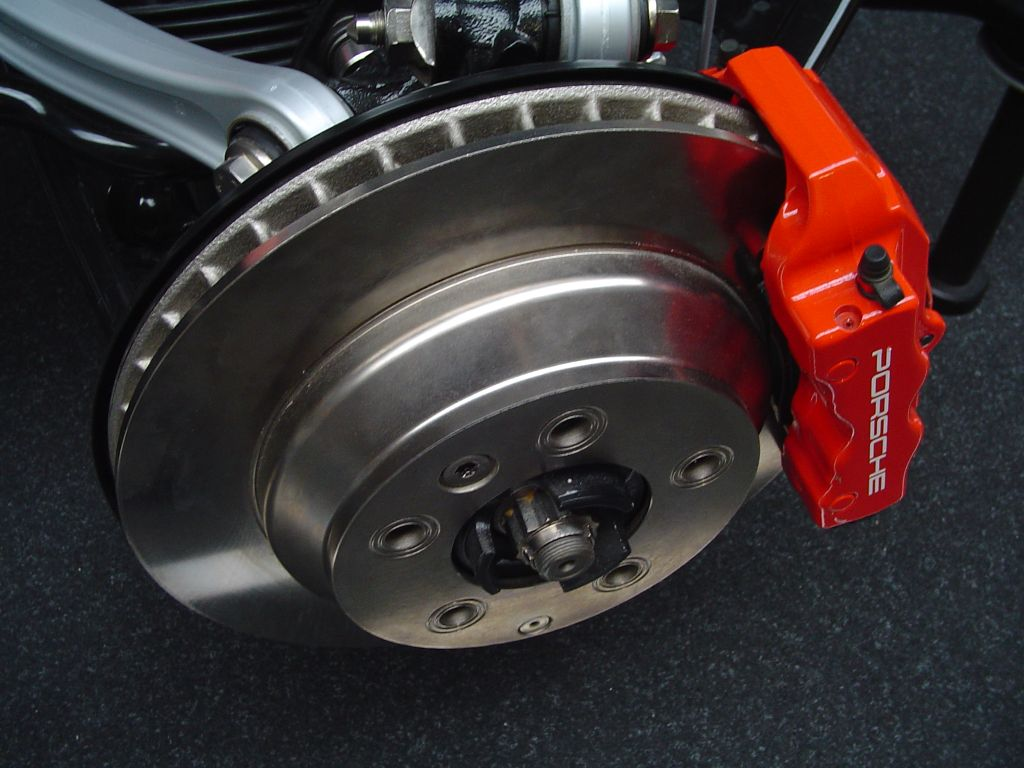
Disco automobilistico ventilato

- Pieno, questi dischi sono pieni, con una doppia faccia di contatto, questi dischi sono molto utilizzati sulle moto e sulla maggior parte delle autovetture. Sulle moto è ormai prassi la presenza di forature che hanno lo scopo di ravvivare le pastiglie, di pulire la superficie da polveri e gas di frenata (fading) nonché di alleggerire il disco stesso e rendere la frenata più aggressiva.
- Margherita, questo tipo di dischi ad uso esclusivo motociclistico, hanno un profilo della piastra frenante molto particolare, intagliato o ad onda, il bordo discontinuo lavora allo stesso modo dei fori e delle “baffature” aumentando gli spigoli d'attacco disco/pastiglia e tenendo pulite le pastiglie stesse. Vengono per questi motivi molto utilizzati nelle applicazioni off-road, dove fango e polveri imbrattano continuamente le pastiglie. Come dimostrato questo tipo di dischi può essere usato con successo anche in applicazioni stradali, anche se in questo caso il profilo a margherita viene ricavato apportando una piccola lavorazione d'asportazione del profilo più esterno di un normale disco freno pieno.
- Ventilato, sono costituiti da due dischi con una sola faccia di contatto uniti tra loro in modo da lasciare comunque un passaggio per l'aria al loro interno durante il normale funzionamento, in modo da dissipare una maggior quantità di calore, questi dischi sono utilizzati ormai da tutte le autovetture stradali per quanto concerne l'impianto anteriore, solo raramente si impiegano dischi autoventilanti al posteriore. Sulle motociclette i dischi ventilati non sono quasi mai apparsi se non su mezzi da competizione nel campionato Superbike dove l'impiego dei dischi in carbonio è stato vietato per regolamento.
I dischi ventilati possono avere i canali interni di ventilazione del tipo centrifugo (con diverse varianti) e di conseguenza il disco ha un senso di rotazione vincolato, oppure essere a canalizzazioni radiali e di conseguenza non vincolati nella rotazione, successivamente nel 1986 venne prodotta una ventilazione a pioli, che permette una ventilazione intermedia tra quella centrifuga e radiale, senza vincolo sulla rotazione, grazie alla particolare forma e disposizione dei pioli[5].

### Collegamento alla ruota

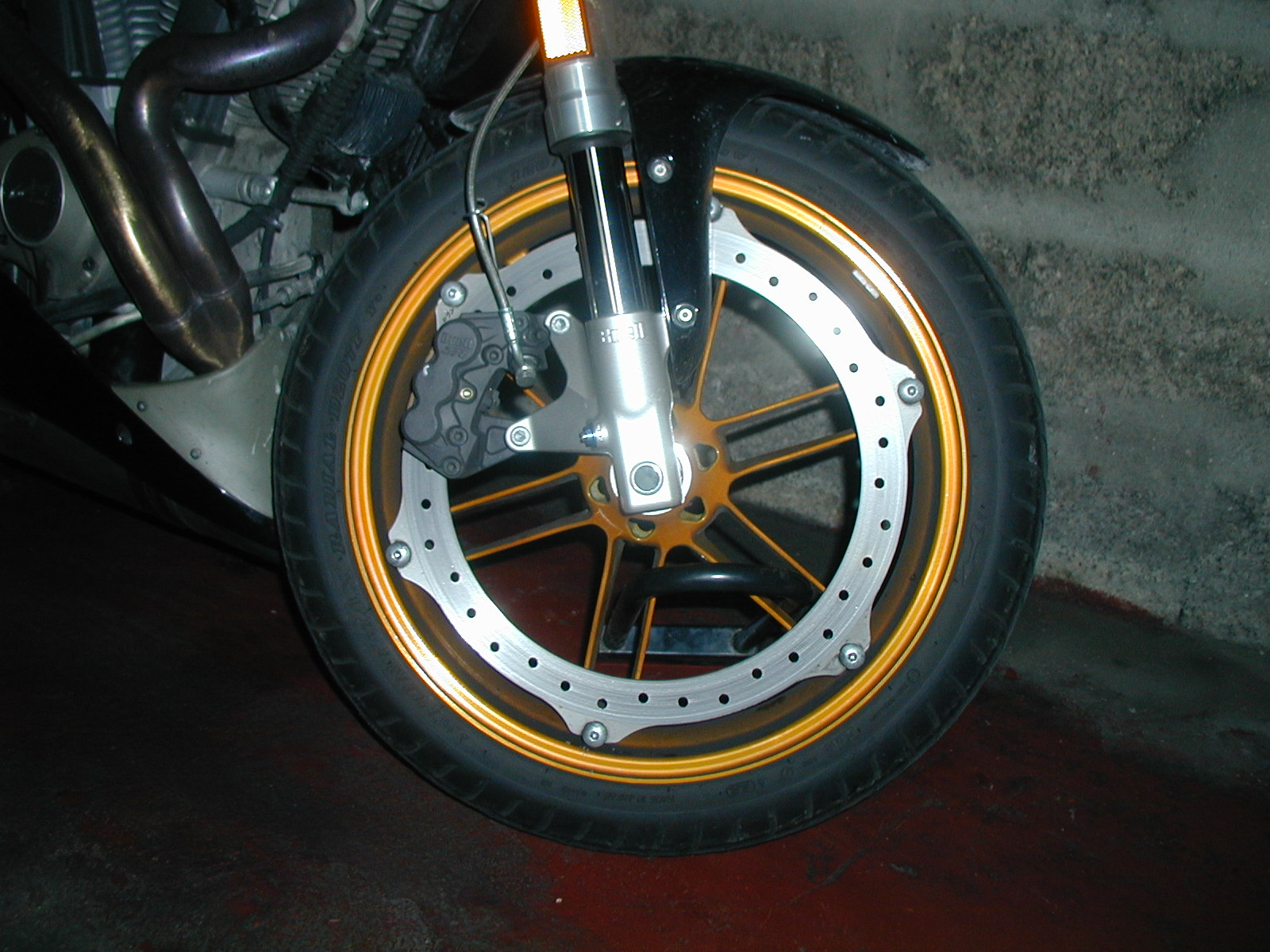
Disco perimetrale

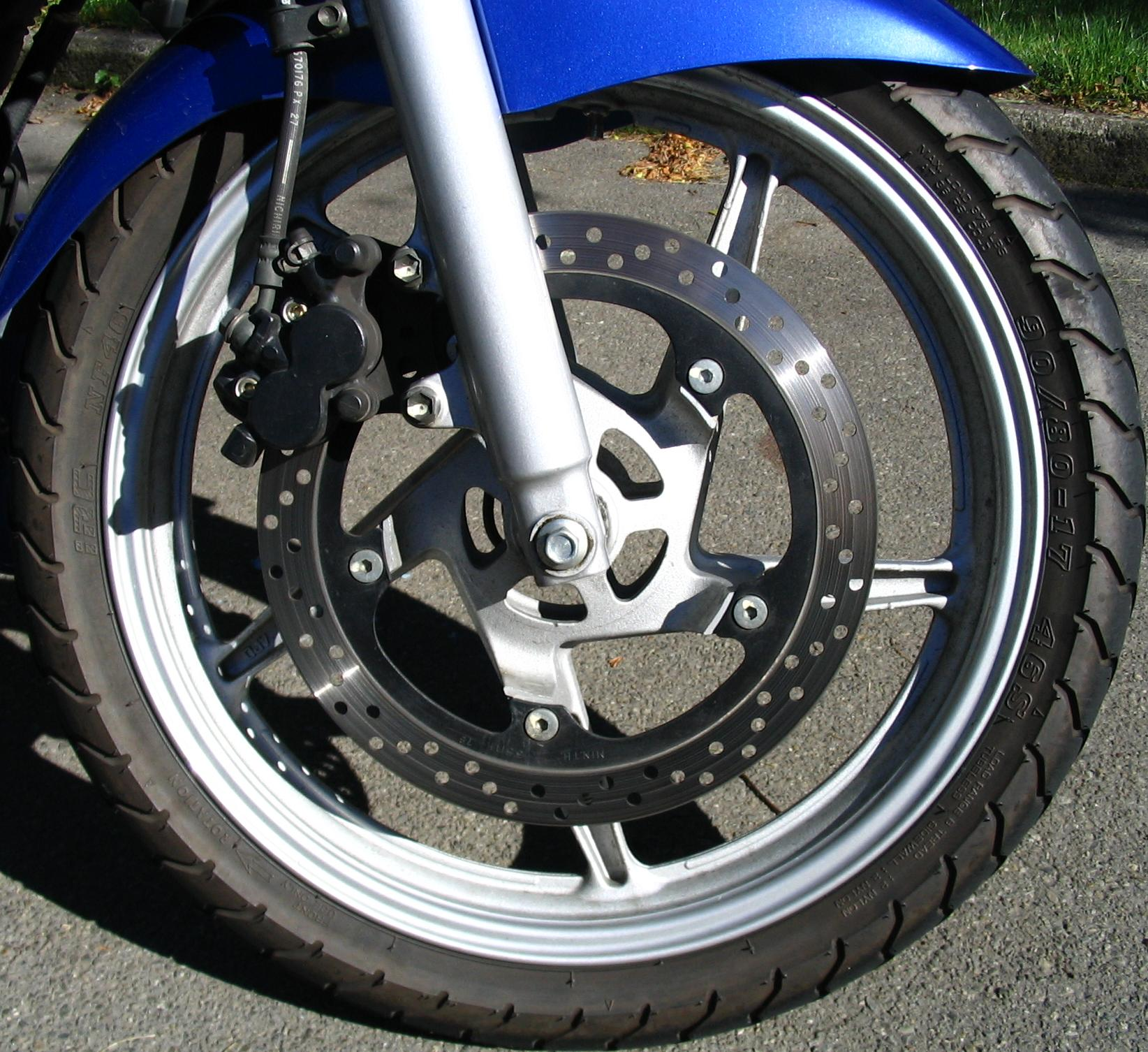
Disco centrale

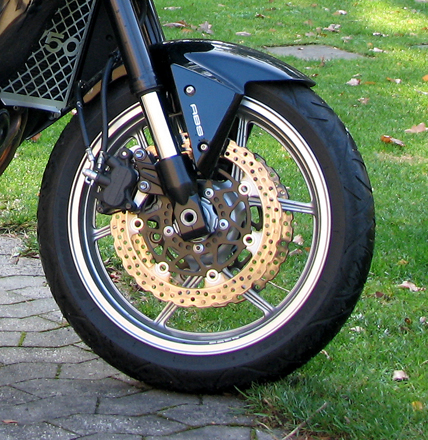
Disco centrale con campana

Il collegamento alla ruota può essere a seconda della posizione dei collegamenti rispetto alla pista frenante:
- Centrale, la maggior parte dei dischi si collega alla ruota tramite questo sistema.
- Perimetrale, questi dischi sono fissati direttamente alla parte esterna del cerchio, rinunciando così al cestello, quindi il disco perimetrale è composto solo dalla pista frenante, risulta per queste sue caratteristiche un componente ad alto effetto scenografico e molto utilizzato dai preparatori. È stato ampiamente dimostrato che questo tipo di disco non offre reali vantaggi rispetto a soluzioni tradizionali. Di più, nell'uso sportivo l'elevato calore sviluppato dal disco si trasmette rapidamente al canale del cerchio e così allo pneumatico che vede decadere le sue caratteristiche di grip.

Rispetto alla soluzione di collegamento:
- Diretto, il disco si collega direttamente alla ruota
- Tramite piastra o Campana, il disco è collegato al cerchio tramite una piccola piastra di supporto con la quale è collegato tramite diversi sistemi, di cui il più comune sono i nottolini.

Tipo di collegamento:
- Viti, soluzione adottata per fissare il disco e il disco-piastra alla ruota
- Nottolini, (bussole cilindriche) usati per collegare la pista frenante con la piastra di supporto
  - Superfici d'appoggio pari, soluzione classica, che permette una reversibilità del senso di rotazione del disco
  - Superfici d'appoggio sfalsate, si ha una diversa lavorazione in altezza delle superfici che sorreggono il disco attorno al nottolino, il che ne permette di aumentare la potenza trasmessa, ma ne determina anche un unico verso di rotazione.
- T-Drive, usati per collegare la pista frenante con la piastra di supporto, dove il disco ha delle estremità a forma di T, le quali si vanno ad adagiare nella piastra di supporto, il trascinamento laterale (e successivo sfilamento) è scongiurato da dei supporti esterni avviati alla piastra, questa soluzione permette una maggiore forza di trasmissione, senza compromettere la reversibilità del disco.

### Pista frenante
Movimento della pista frenante:
- Fissi, sono dei dischi dove la pista frenante non è libera di muoversi rispetto al cestello o dove quest'ultimo elemento è tutt'uno con la pista frenante.
- Flottanti, sono realizzati in due pezzi e la pista è libera di muoversi assialmente ed in alcuni casi anche radialmente rispetto al cestello grazie a nottolini specifici, questo permette in caso di leggera deformazione della pista dovuta al calore di "autoallineare" la pista tra le pastiglie, quindi un disco flottante avrà un limite di resistenza agli sforzi maggiore rispetto ad un disco di pari caratteristiche ma non flottante.
- Semi flottanti, rispetto ai flottanti hanno la possibilità di muoversi generalmente molto più ridotta, dove si utilizza una rondella ondulata per evitare il movimento libero al disco.

### Superficie del disco

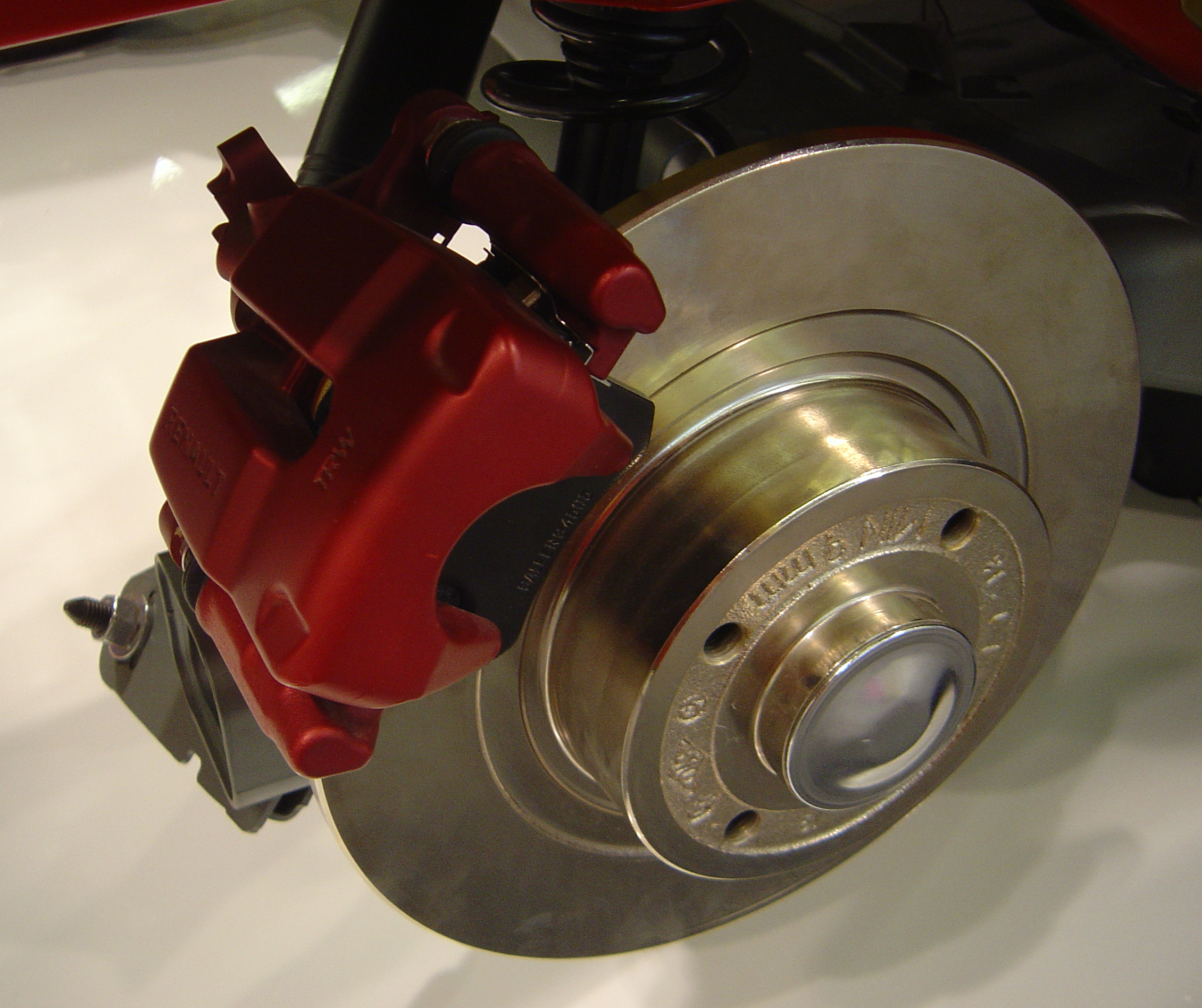
Disco liscio

Lavorazioni della superficie del disco:
- Normale o liscio, questi dischi non hanno nessuna lavorazione della superficie del disco, per cui sono completamente lisci. Dischi circolari pieni vengono usati in applicazioni posteriori su moto da enduro dove è richiesta una grande modulabilità mentre alcuni dischi a margherita, i quali in virtù della loro geometria, non richiedono lavorazioni particolari per essere efficienti, fanno uso di piste ondulate piene dato che già il loro profilo permette d'avere i vantaggi dei dischi forati.

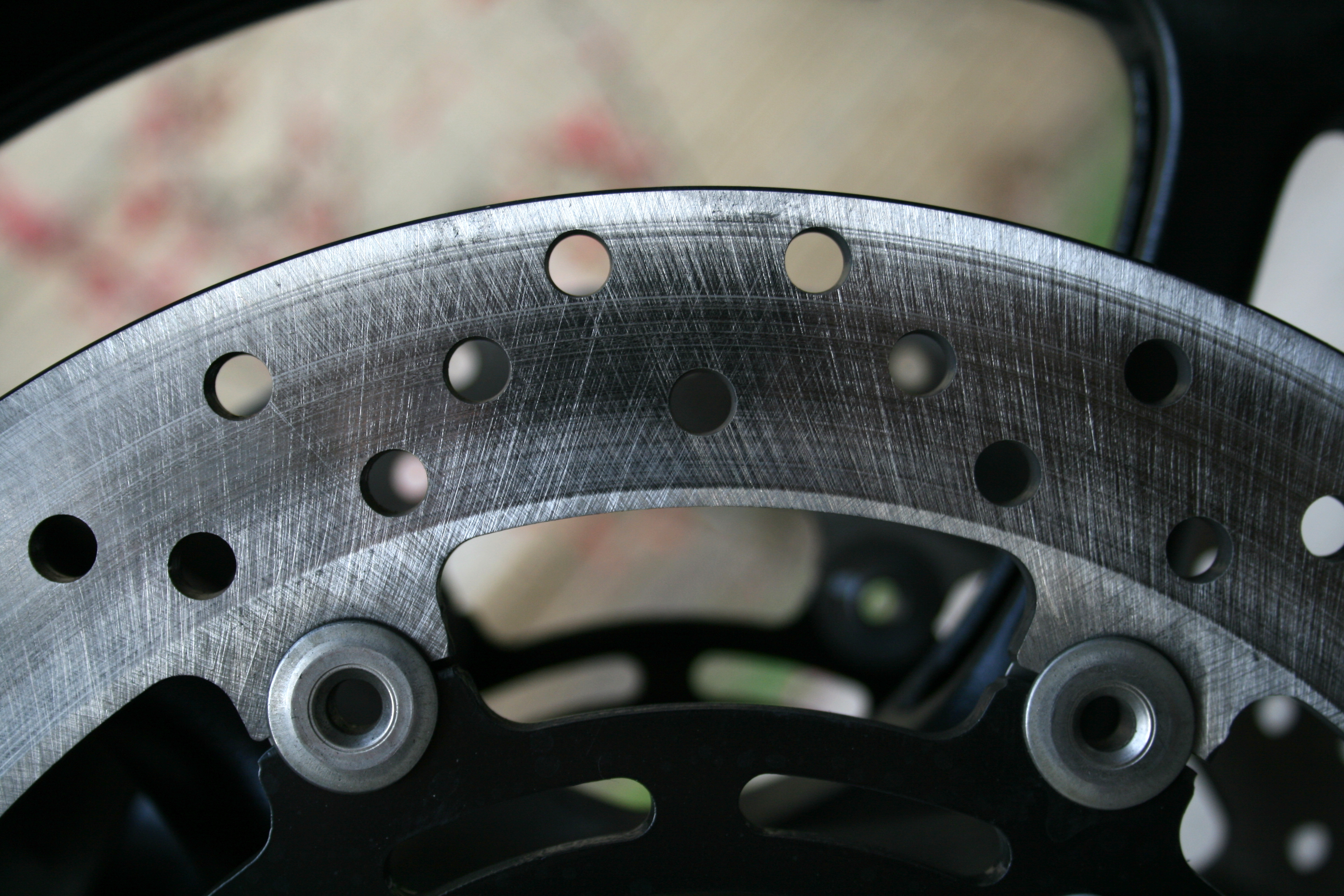
Disco forato

- Foratura, molte motociclette ed auto sportive presentano questa lavorazione, che può essere perpendicolare o obliqua alla superficie del disco, la forellatura serve sia per dissipare calore (con efficacia inferiore rispetto al disco ventilato) che di aumentare l'efficacia frenante. Infatti il bordo del foro serve per "raschiare" la pastiglia aumentando la forza frenante, pur accelerandone l'usura, inoltre allontanano più velocemente il velo d'acqua che si forma sulla superficie frenante durante la marcia sul bagnato, ma l'impiego eccessivo di forature crea un effetto controproducente come l'avvio brusco della frenata ma con scarsa sostanza a causa del veloce surriscaldamento dovuto al ridotto materiale del disco.
Una variante di questo sistema, prevede che i fori siano obliqui, questo conferisce un foro ovale lungo la superficie frenante e un maggiore asporto di materiale.[6]

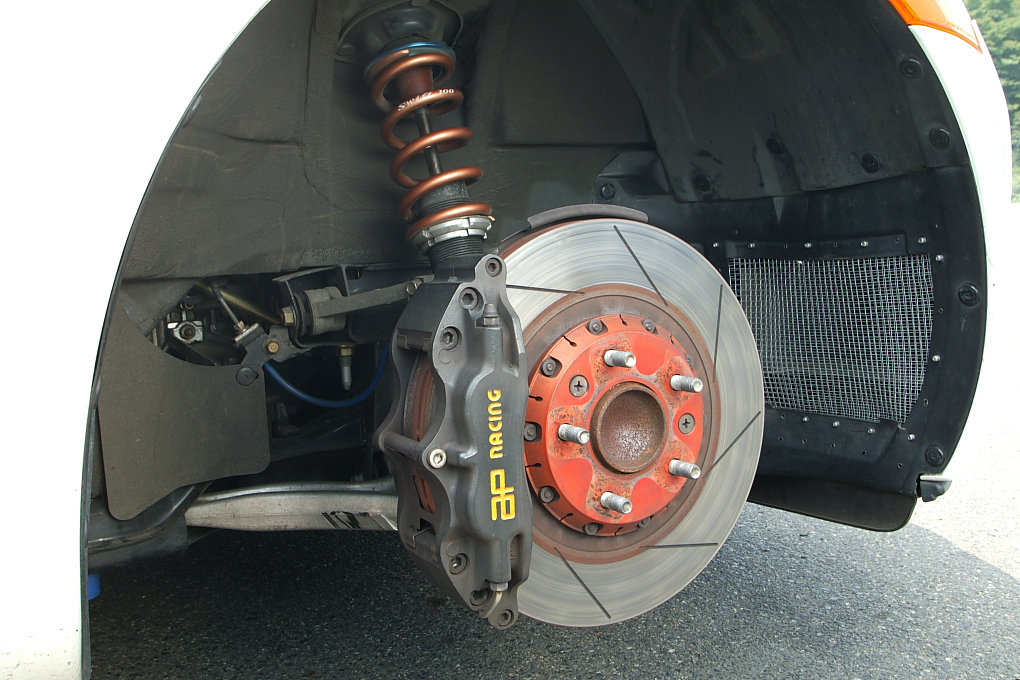
Disco con baffature rettilinee

- Baffatura, lavorazioni dedicate praticamente ai soli dischi per auto, sono scavature o canali che aiutano a rimuovere il materiale consumato delle pastiglie freno, in modo da prevenire la vetrificazione delle stesse (fenomeno dovuto all'eccessivo calore che modifica la superficie d'attrito in modo permanente, riducendone notevolmente il coefficiente d'attrito) e inoltre aumentano la forza frenante in maniera analoga alla "foratura". Questa lavorazione non viene generalmente utilizzato sulle auto di produzione in quanto troppo aggressivo verso le pastiglie freno, la cui durata ne viene fortemente inficiata.
- Segmentale, in questo caso il disco viene munito di molti spigoli vivi che praticamente “affettano” le pastiglie ad ogni passaggio (in modo molto più incisivo rispetto alla foratura o baffatura), creando una frenata particolarmente efficace e violenta, ma il suo utilizzo è confinato al solo utilizzo agonistico, dato l'elevato costo e velocità d'usura delle pastiglie. Visivamente dal look aggressivo e accattivante questo tipo di dischi hanno per contro anche un feeling molto basso nella frenata.

Le lavorazioni della superficie del disco permettono anche la fuga dei vapori generati durante la frenata e in alcuni casi influire sulla pulizia del pattino freno in condizioni operative gravose (acqua, fango, ecc), inoltre ravvivano più rapidamente i pattini freno (per via della maggiore usura)

### Numero dei dischi

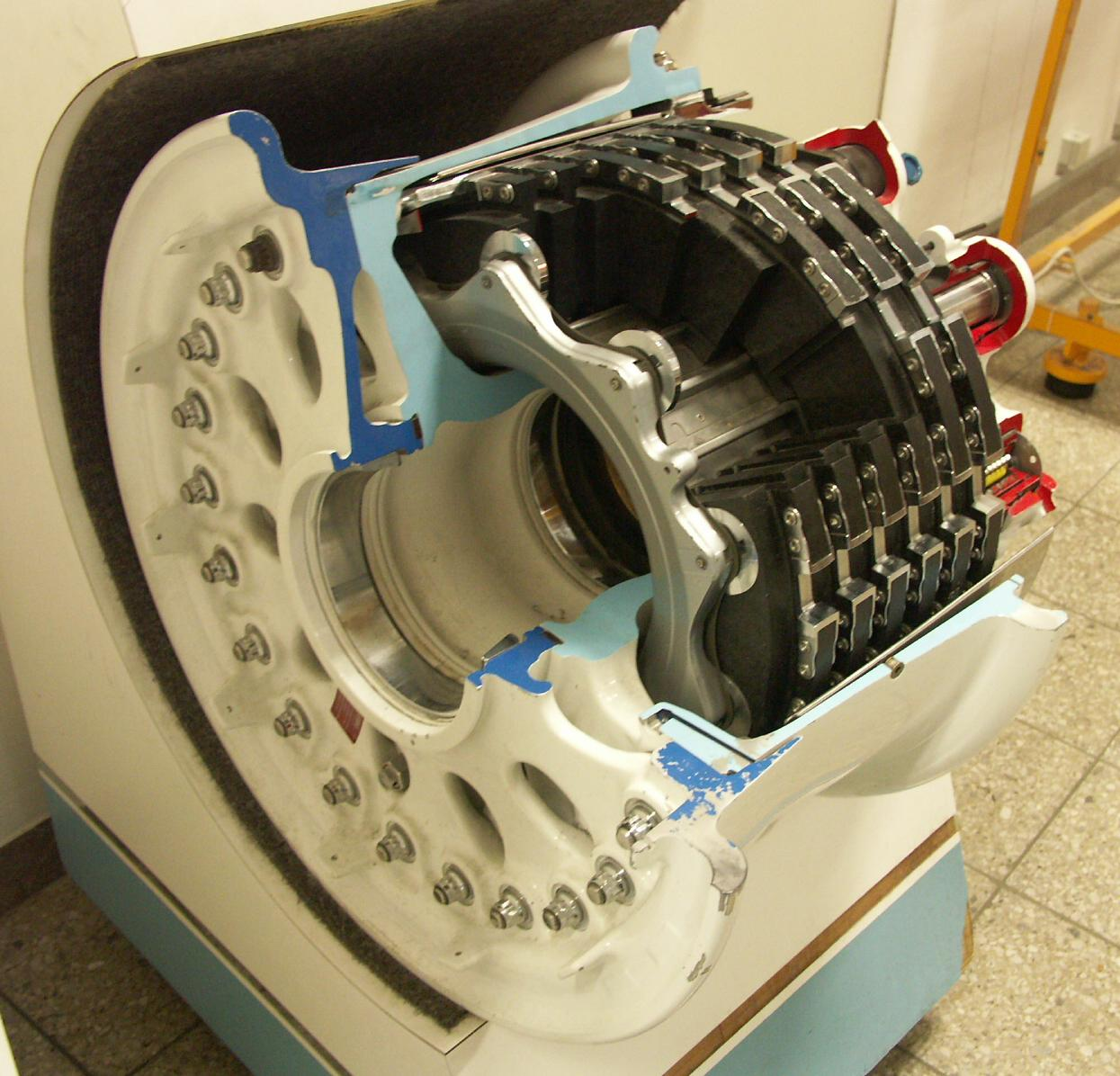
Freno a disco di un aereo da trasporto

Il numero dei dischi per ruota o asse frenante può essere diverso a seconda delle condizioni:
- Un disco per un asse frenante, soluzione usata nei kart, dove un unico disco agisce su entrambe le ruote posteriori, questo perché nei kart non si usa il differenziale
- Un disco per ruota, soluzione tipica della maggior parte dei mezzi stradali
- Multidisco per ruota, soluzione utilizzata per aumentare la potenza frenante senza aumentare le dimensioni del disco o la pressione in gioco sulla superficie frenante. Questa tecnica viene utilizzata principalmente su motociclette di grossa cilindrata, in cui si utilizzano generalmente due dischi freno alla ruota anteriore, o sui freni degli aerei (strutturalmente simile alla frizione multidisco) ed esistono anche dei kit di conversione per mezzi stradali, più vicini ai modelli tradizionali.

## Tipi di danneggiamento dei dischi
I dischi freno sono normalmente soggetti a più tipi di danneggiamento, descritti in seguito.
In aggiunta, talvolta si può rendere necessaria una rilavorazione meccanica dei dischi che ne può ridurre notevolmente la durata.

### Deformazione
La deformazione dei dischi freno può essere causata da un eccessivo riscaldamento degli stessi; il rammollimento del metallo può generare ondulazioni od ovalizzazioni che il successivo raffreddamento rende permanenti. Naturalmente questo fenomeno è notevolmente più improbabile nel caso di dischi ventilati.
La deformazione può inoltre essere generata da una impropria coppia di serraggio dei bulloni che fermano la ruota. L'efficienza e la lunga durata dipendono dal design del disco. I dischi ventilati e forati consentono di abbassare rapidamente la temperatura dopo una brusca frenata.
La sensazione derivante dalla deformazione è quella di vibrazioni od ondeggiamenti della ruota sottoposta ad azione frenante. 
La stessa sensazione potrebbe però anche essere generata da un accumulo di materiale frenante di consumo (principalmente proveniente dalla pastiglia freno) o residui di grasso od olio in alcune aree della superficie del disco. Questo alternarsi di forze frenanti maggiori o minori possono indurre erroneamente a diagnosticare la deformazione dei dischi.
Le auto dotate di cambio automatico di tipo epicicloidale necessitano di essere frenate durante le pause di marcia, avendo questo tipo di trasmissione uno strisciamento che genera un avanzamento anche al regime di minimo del motore.
Nelle zone di contatto tra pastiglia e disco la temperatura scende più lentamente, per cui nella frenata successiva si potrebbero generare discontinuità dell'azione frenante dovuta alle diverse temperature delle diverse aree del disco. Anche questo effetto, seppur transitorio nelle auto moderne, introduce le stesse sensazioni di un disco deformato.
La deformazione del disco può essere evitata utilizzando i freni in maniera appropriata. Utilizzando spesso il freno motore, evitando frenate troppo prolungate (sempre se possibile a seconda del traffico, è preferibile frenare più forte e rilasciare ad intermittenza) si può efficacemente diminuire le probabilità di surriscaldamento.

### Rigatura
La rigatura di solito è conseguenza diretta della mancata sostituzione delle pastiglie freno quando queste sono consumate. Il materiale d'attrito viene consumato con l'utilizzo, quando termina, la base delle pastiglie (solitamente in acciaio) viene a contatto con il disco rigandolo. In condizioni limite, ovvero quando il materiale d'attrito è quasi completamente consumato, si arriva al contatto acciaio contro acciaio della piastra della pastiglia, e la forza frenante diventa quasi nulla.
Se la rigatura non è troppo profonda si può rilavorare meccanicamente il disco mediante tornitura, asportandone la parte superficiale fino a renderlo nuovamente liscio.
La verifica dello stato di usura delle pastiglie è relativamente semplice in quanto normalmente in vista. Talvolta esse hanno una tacca di riferimento, una scanalatura che normalmente serve allo smaltimento della polvere di consumo, ma che può anche indicare quando le pastiglie necessitano di sostituzione. 
Un sistema simile è utilizzato anche sui dischi, tramite un foro sulla superficie dalla profondità calcolata in modo che quando esso scompare indica che si è arrivati allo spessore minimo ammesso.

### Cricche
Sono delle crepe più o meno profonde, che generalmente si sviluppano radialmente, che generalmente compaiono quando il disco viene portato a lavorare a temperature eccessive, le quali favoriscono la loro comparsa.
Una volta formate le pastiglie non lavorano in modo congeniale, causando vibrazioni per via della superficie frenante non più continua.

### Rottura

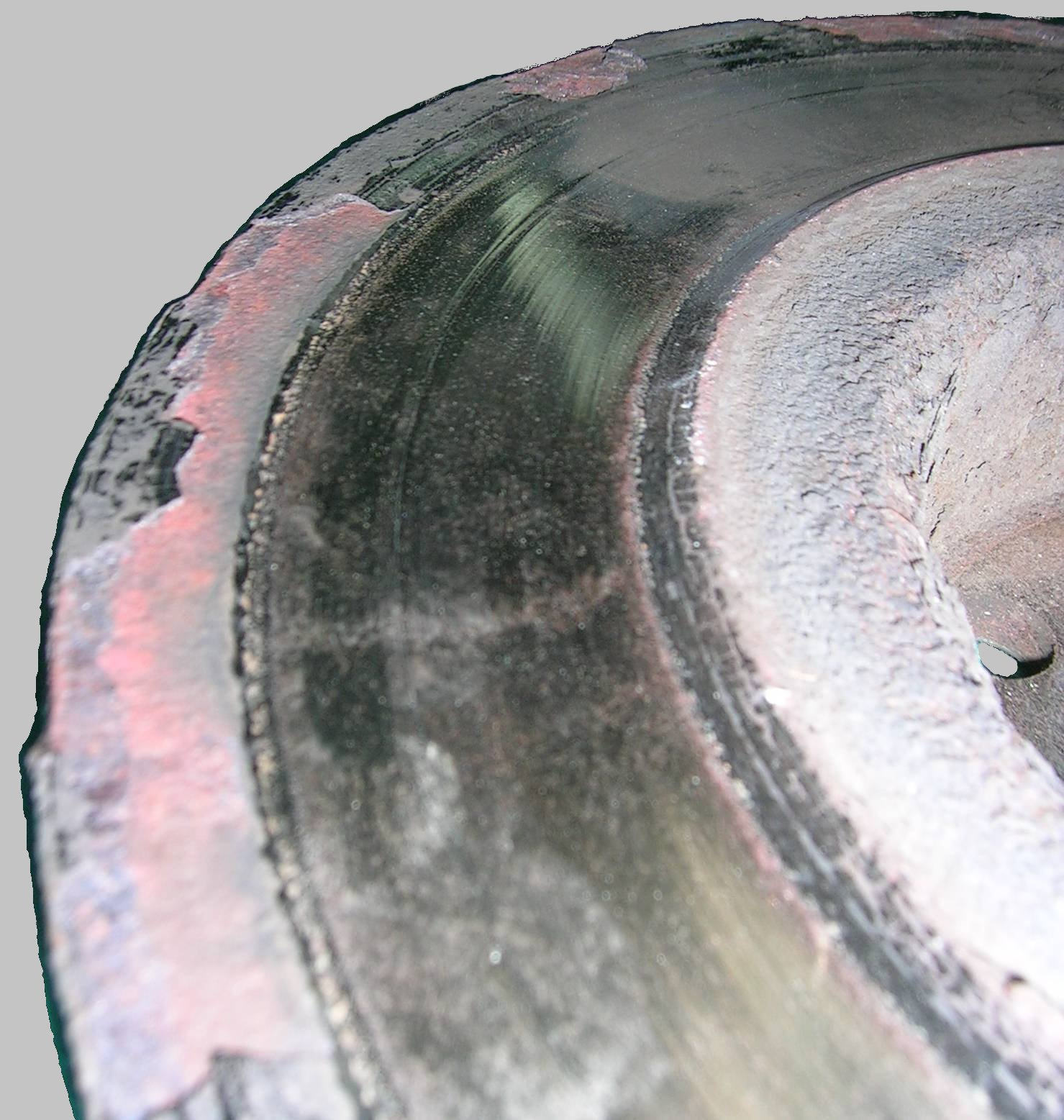
Disco automobilistico gravemente danneggiato

La rottura è un fenomeno che generalmente si localizza verso il bordo del disco, quando un utilizzo troppo violento dei freni crea differenze di dilatazione termica amplificate dalle forature (sul cui bordo si creano le prime fessurazioni e cricche). Da quel momento le crepe aumentano molto velocemente e possono portare fino alla rottura definitiva del disco. Un disco crepato (ovviamente anche rotto), non si può riparare in nessun modo.

La necessità di forare i dischi, oltre che per smaltire più velocemente il calore, può anche essere dovuta ad una precisa scelta progettuale (come limitare le masse non sospese ed il peso complessivo o aumentare la forza frenante, data dall'aumento degli spigoli vivi).

Altra evenienza è data da un'usura eccessiva che può portare al distacco del disco dal mozzo dello stesso, similmente anche un'usura eccessiva delle pastiglie può portare a usure anomale del disco, il quale può impattare con il supporto pastiglia e andare incontro ad un'usura localizzata che ne può ridurre la resistenza.

### Surriscaldamento
Il surriscaldamento del freno avviene durante un esercizio dello stesso per tempi prolungati, questo può portare a diverse conseguenze

#### Dissolvenza o Fading
Si tratta della perdita di prestazione del freno in quanto surriscaldato i vari materiali disco e pastiglia freno non lavorano più nei limiti di funzionamento ideale, portando a una riduzione del coefficiente d'attrito e quindi del potere frenante.

#### Vetrificazione
La ghisa sottoposta ad alte temperature si trasforma in acciaio cementato che ha un basso coefficiente d'attrito e una durezza molto elevata. Sul disco si presentano delle chiazze.

#### Colorazione del disco
Il disco freno dopo essersi surriscaldato cambia di colore, assumendo una colorazione bluastra o nera a seconda delle temperature raggiunte.

## Rilavorazione meccanica
La rilavorazione meccanica ha tre fini:
- Ripianare dischi deformati (ricreandone la planarità)
- Eliminare rigature profonde
- Ripulire la superficie del disco (consigliabile quando vengono montate nuove pastiglie freno)

Quest'ultima operazione si può eseguire efficacemente con delle macchine utensili appositamente concepite per questa operazione.
La rilavorazione meccanica, asportando lo strato superficiale irregolare del disco, ne migliora logicamente la finitura superficiale raggiungendo una migliore efficacia nella frenata. Nella rilavorazione meccanica bisogna ovviamente tenere in considerazione di non portare il disco sotto lo spessore minimo consentito dalla casa costruttrice (solitamente riportato sul bordo stesso del disco) per evitare problemi di surriscaldamento e deformazione.

## Accorgimenti
Gli ausili esterni per migliorare la funzionalità del disco sono:
- Prese d'aria, utilizzate in Formula 1 e altre competizioni per evitare che i dischi arrivino a temperature eccessive
- Copridisco, utilizzato sugli impianti frenanti maggiormente esposti a sporco e per controllare il raffreddamento del disco, viene adoperato su alcune autovetture in modo che copra solo una faccia del disco, mentre sulle motociclette per il fuoristrada, si utilizza una cover integrale e traforata, che permette di evitare che si copra di fango e al contempo permette lo scambio termico.
Viene anche utilizzato per alcuni dischi in carbonio (soprattutto le prime applicazioni) per evitare che il disco venga raffreddato eccessivamente e perda efficacia frenante.